# Sarcophilus laniarius
Sarcophilus laniarius är en utdöd pungdjursart som först beskrevs av Richard Owen 1838. Sarcophilus laniarius ingår i samma släkte som tasmansk djävul som tillhör familjen rovpungdjur. Inga underarter finns listade.
På grund av upphittade fossil i kalkstensgrottor nära staden Naracoorte i South Australia antas att S. laniarius var cirka 15 % större och 50 % tyngre än dagens tasmanska djävul. Kvarlevorna daterades till miocen. Andra fossil från regionen Darling Downs i Queensland och från Western Australia antas vara 50 000 till 70 000 år äldre. Det är oklart om den moderna tasmanska djävulen utvecklades ur S. laniarius eller om de levde samtidigt under förhistorisk tid. Richard Owen förespråkade under 1800-talet den senare hypotesen som fick stöd av fossil som hittades 1877 i New South Wales. Likaså omtvistad är frågan om S. laniarius blev jagad av Australiens ursprungsbefolkning.
Då artens utdöende skedde under tiden när aboriginerna erövrade kontinenten betraktas de som en möjlig orsak. Kritiker påpekar att aboriginerna bara hade bumerang och spjut som vapen vilka inte var tillräckliga för en systematisk jakt. Det anmärks även att grottor som används av aboriginer är fattiga på benrester och målningar av den tasmanska djävulen och dess släktingar. De antar att dessa djur spelade en mindre betydande roll i folkgruppens liv. En vetenskaplig rapport från 1910 klargjorde att aboriginer föredrar kött från växtätare istället för kött från rovdjur. Den andra teorin för artens utdöende är klimatförändringar vid slutet av istiden.